# Павлов, Павел Прокопьевич
Павел Прокопьевич Павлов (1923—1963) — лейтенант Рабоче-крестьянской Красной Армии, участник Великой Отечественной войны, Герой Советского Союза (1944).

## Биография
Павел Павлов родился 15 декабря 1923 года в посёлке Покровка (ныне — Абдулинский район Оренбургской области). После окончания неполной средней школы работал сначала в колхозе на родине, затем в городе Кувандык. В марте 1942 года Павлов был призван на службу в Рабоче-крестьянскую Красную Армию. С августа того же года — на фронтах Великой Отечественной войны.
К марту 1944 года младший лейтенант Павел Павлов командовал разведвзводом 681-го стрелкового полка 133-й стрелковой дивизии 40-й армии 2-го Украинского фронта. Отличился во время Уманско-Ботошанской операции. 24 марта 1944 года взвод Павлова в числе первых переправился через Днестр и принял активное участие в боях за захват и удержание плацдарма, уничтожив около 60 солдат и офицеров противника. 28 марта 1944 года взвод участвовал в отражении четырёх немецких контратак в районе села Медвежа Бричанского района Молдавской ССР, удержав захваченные позиции. Во время последующих боёв был ранен.
Указом Президиума Верховного Совета СССР от 13 сентября 1944 года за «образцовое выполнение заданий командования и проявленные мужество и героизм в боях с немецкими захватчиками» младший лейтенант Павел Павлов был удостоен высокого звания Героя Советского Союза с вручением ордена Ленина и медали «Золотая Звезда» за номером 5000.
После окончания войны в звании лейтенанта Павлов был уволен в запас. Проживал и работал на родине. Скоропостижно умер 25 мая 1963 года.
Был также награждён орденами Красного Знамени и Отечественной войны 1-й степени, двумя орденами Красной Звезды и рядом медалей.
В честь Павлова названа улица в Кувандыке и установлен бюст в Покровке.